# Nediljko Labrović
Nediljko Labrović (* 10. Oktober 1999 in Split) ist ein kroatischer Fußballtorhüter, der seit dem 1. Juli 2024 beim FC Augsburg unter Vertrag steht.

## Karriere
Am 9. Juni 2021 unterzeichnete Nediljko Labrović einen Vierjahresvertrag bei HNK Rijeka. Am 17. Juli debütierte er beim 2:0-Auswärtssieg gegen HNK Gorica, im Eröffnungsspiel der neuen Saison 2021/22. Nur fünf Tage später gab er sein internationales Debüt in einem Qualifikationsspiel für die UEFA Europa Conference League, beim 2:0-Sieg gegen den maltesischen Verein Gżira United.
Im Sommer 2024 wechselte er in die Fußball-Bundesliga zum FC Augsburg und unterschrieb dort einen Vertrag bis 2029. Bei den Augsburgern kam er bis zur Winterpause 2024/25 in allen 15 Ligaspielen zum Einsatz und rückte ab Januar 2025 auf die Reservistenrolle und musste Finn Dahmen den Vortritt lassen.

## Nationalmannschaft
Am 14. Februar 2018 spielte Labrović erstmals für die kroatische U-20-Fußballnationalmannschaft, mit welcher er ein Freundschaftsspiel gegen Belarus mit 3:1 gewinnen konnte. Im Juni 2022 wurde Labrović für zwei Spiele der UEFA Nations League gegen Österreich und Frankreich erstmals in den Kader der kroatischen  A-Nationalmannschaft berufen, blieb jedoch ohne Einsatz. Sein Länderspieldebüt gab er schließlich im März 2024, als er in Ägypten im Rahmen der FIFA Series im Finalspiel gegen Gastgeber Ägypten (Endstand 4:2) die ersten 45 Minuten im Tor stand.